# Бахтов, Владимир Александрович
Владимир Александрович Бахтов (родился 17 января 1954, Золотое, Луганская область) — украинский художник и фотограф, изобретатель техники гелиограффити. Член Союза художников СССР (1982). Заслуженный художник Украины (1999). Работает в области живописи, графики, лэнд-арта и художественной исторической реконструкции.

## Биография
- В 1975 году окончил художественно-графический факультет Одесского педагогического института и переехал на постоянное место жительства в Николаев.

- В 1981—1988 годах работал в графической студии Дома творчества художников «Сенеж».
- С 1989 года живёт и работает в селе Парутино, недалеко от которого расположена античная Ольвия.
- В 1989—1992 годах был членом экипажа копии древнегреческой диеры «Ивлия»[1]. На борту этого корабля, совершил ряд плаваний по следам античных мореплавателей в Чёрном и Средиземном морях.
- В 1999 — Владимир Бахтов удостоен звания Заслуженный художник Украины.

## Творчество
Начав как график и достигнув в этой области значительных результатов, художник постепенно переместил свои творческие поиски в более открытую для экспериментов область лэнд-арта.
Начиная с 1995 года, в сотрудничестве со своей супругой Татьяной, Владимир Бахтов последовательно исследует археологические ландшафты Юга Украины.
Среди культурного разнообразия региона Бахтов выбрал наиболее стабильный слой — античное прошлое Северного Причерноморья, который, по его мнению, наиболее ярко отражён в уникальном памятнике древнего мира — античной Ольвии. Место этого древнегреческого полиса в жизни и творчестве художника трудно переоценить. Город фигурирует уже в ранней графике Бахтова, а после морских путешествий по Средиземноморью, почувствовав, по словам самого художника, генетическую связь прошлого Юга Украины с античной Ойкуменой, он избирает Ольвию местом своего постоянного жительства. Работы Владимира Бахтова находятся в Третьяковской галерее, Министерстве культуры Украины, Министерстве культуры России, Национальном художественном музее (Киев), Национальном музее Сербии (Белград), в Луганском областном художественном музее, в Николаевском областном художественном музее им. В. В. Верещагина, в коллекции Берлинского инвестиционного банка, а также в частных коллекциях США, Греции, Италии, Германии, Бельгии, Сербии, Франции.

### Лэнд-артВладимира Бахтова
Художественная практика Владимира Бахтова выходит за рамки определения лэнд-арта, но, безусловно, соответствует его главной характеристике как «земляного искусства». Бахтов работает на земле, с землей и, в определенном смысле, под землей. Поэтому его искусство, придерживаясь «древнегреческой» терминологии, можно назвать хтоническим, принимая во внимание определенную потусторонность его ориентации, тяготение к мистике и к эзотерическим ритуалам античности. Художник работает не только с физическим пространством археологических объектов юга Украины, но и с тем «идеологическим полем», которое с этим физическим пространством соотносится, а именно с мифологическими, философскими, этическими, эстетическими идеями эпохи античности. Вследствие этого еще во время первых лэндартовских акций в арсенале теоретических построений Владимира Бахтова появляется понятие о методе так называемой «художественной реконструкции». Он заключается в попытке восполнения как физических, так и «идеологических» потерь того или иного историко-культурного комплекса. Художественная деятельность в рамках этой «реконструкторской» программы определяется художником как «Реконструкция Пространства».
Первый масштабный проект в этой области, который был отмечен профессиональной публикой и имел влияние на дальнейшее развитие украинского ленд-арта, был осуществлен в начале 90-х годов и уже был связан с пространством Ольвии.
В 1995 году в ландшафте Ольвии Бахтов создает своеобразные пространственные объекты-фетиши — купола и курганы, используя в качестве строительного материала «археологический мусор» — черепки античной посуды, обломки черепицы и другие фрагменты материальной культуры древнего города, изъятые археологами из культурных пластов и оставленные у раскопов в так называемых открытых хранилищах.
Другой, более масштабный вариант работы с пространством древнего города появляется в 1996 году. Теперь в сферу художественного преобразования вовлечены целые ландшафты — склоны и холмы над Днепро-Бугским лиманом, под которыми спрятаны руины древнего города. На их поверхности — зимой на снегу, а летом на выгоревшей траве — художник тщательно протаптывает причудливые узоры, напоминающие орнаментацию архаичных сосудов древнейших цивилизаций, или же с помощью блестящей фольги создает орнаменты на зеленых курганах и глиняных обрывах.
Параллельно этим акциям на городище, в 1995 и 1996 годах Бахтов проводит и так называемые «Ритуалы Компенсации» на Некрополе, в которых ритуально-хтоническая направленность его творчества проявляется в наибольшей мере. Дальнейшее развитие этой темы мы видим в таких проектах как «Ландшафтная живопись» (начиная с 1999—2001 годов) и «Ландшафтный рельеф» (2002). Но здесь уже больше внимания уделяется эстетической составляющей, хотя этическое значение также не исчезает. Оба проекта в основном также локализуются на Некрополе, в оставленных археологами раскопах. Теперь Бахтов украшает росписями или цветными рельефами стены этих раскопов в попытке превратить эти довольно неприметные археологические объекты в объекты искусства и своеобразного культа мертвых. И росписи, и рельефы изображают бесконечные процессии антропоморфных фигур, не последнее место среди которых занимают фигуры таких хтонических существ, как кентавры.
Погруженность Бахтова в античную культуру приводит художника к необходимости включать в свои объекты антропоморфные элементы даже при работе с ландшафтом. Именно на соотношении пластики женского тела и пластической выразительности прибрежных глиняных склонов, на которых расположена Ольвия, и выстраиваются формальные основы следующих акций — в первую очередь «Ольвийских Мистерий» (2001—2002) и в меньшей степени, потому что здесь уже появляется мужская натура и более «агрессивный» подход к материалу, — «Анимации Фидия» (2003—2005). «Ольвийские Мистерии» — это своеобразный hommage матриархату (роль жены-ассистента в этих проектах также значительно возрастает), воспевание женского начала и Матери-Земли. В проекте «Анимация Фидия» акцент уже полностью делается на человеке и, таким образом, космический масштаб предыдущих акций переходит к чисто антропной проблематике.

### Гелиограффити Владимира Бахтова
Наиболее полно метод «художественной реконструкции» реализуется в «гелиограффити». Термин «гелиограффити» — авторское изобретение, от греческого «helio» — «солнце, свет» и итальянского «graffiti» — произвольное рисование, процарапывание на различных поверхностях.
Гелиограффити — это, в первую очередь, работа с реальным пространством древнего города, в котором горящим факелом «рисуются» объекты. Результат этой работы — фотографии огненных «конструкций», возникающих на месте разрушенных архитектурных и сакральных сооружений. В техническом смысле подобное бахтовским гелиограффити «рисование светом» было известно фотографам еще с экспериментов Фрэнка Б. Гилбрета в 1914 году, выросшее со временем в целое направление фотографии известное как «фризлайт». Однако бахтовский метод отличается тем, что в качестве «графического средства» выбрана одна из четырех античных стихий — огонь (а не электрические устройства). И это не произвольное «рисование» чего угодно в любом месте, но сознательное конструирование трехмерных архитектурных объектов в строго определенной локации — храмы и здания находятся на тех местах, где они были в древности, они как бы «достраиваются»/реконструируются огнём от сохранившихся фундаментов.
В момент изобретения техники гелиограффити в 1995 году процесс их создания фиксировался на фотоплёнке с помощью длительной выдержки и на каждое сооружение затрачивался всего один кадр — от открывания объектива до щелчка затвора. То есть фотоаппарат выступает как некое устройство, аккумулирующее время и трансформирующее его в трёхмерный пространственный объект на фотографии. В реальном же пространстве археологического объекта — лишь некое магическое действо с огнём, совершаемое художником в декорациях руин древнего города. Никаких горящих конструкций, монтажа, наложения кадров, компьютерных эффектов. Только художник, фотокамера, огонь и представление об античной архитектуре, её Идея.
На протяжении 1997—2000 годов чета Бахтовых, используя метод гелиограффити «реконструировала» почти все более-менее важные архитектурные сооружения Ольвии и отправилась дальше — за пределы этого древнего города с программой реконструкции максимального количества античных археологических объектов, создавая гелиограффити Херсонеских, Пантикапейских и прочих античных сооружений Юга Украины. Таким образом, Реконструкция Пространства Ойкумены продолжается и поныне.

## Звания и награды
- Серебряная медаль Парижского Салона Общества французских художников «Гран-Пале» (1984).
- Диплом Союза художников СССР[8] (1986).
- Член Международной ассоциации «Созвездие графиков»[9] (1994).
- Заслуженный художник Украины (1999).
- «Горожанин года» в номинации «Искусство»[10] (2003).